# Volvox aureus
Volvox aureus ist eine Art der Gattung Volvox aus der Klasse der Chlorophyceae.

## Beschreibung
Volvox aureus bildet kugelförmige Kolonien (Durchmesser von ca. 0,5 mm) aus mindestens 200 bis maximal 3.200 Einzelzellen (Durchmesser von fünf bis acht µm). Die Einzelzellen sind von oben gesehen fast kreisrund und sind untereinander mit feinen Plasmafäden oder Plasmabündeln verbunden. Ihre Chloroplasten sind groß, muldenförmig und auf das Zentrum der Zellen beschränkt. Innerhalb der Zellen befinden sich nur zwei kontraktile Vakuolen. Von der Seite aus gesehen sind die Zellen eiförmig und nicht so dicht gelagert wie bei Volvox globator. Die zwei Geißeln jeder Zelle treten durch feine Öffnungen in der sehr dünnen Grenzgallertlamelle aus. Die Gallertsäulen der Einzelzellen laufen dicht unter der Grenzlamelle zu einer gemeinsamen Gallertschicht zusammen; die wabige Felderung ist daher weniger ausgeprägt als bei Volvox globator. Vier bis zehn Vermehrungszellen lagern in der hinteren Kugelhälfte.

## Fortpflanzung
Bei der ungeschlechtlichen Vermehrung teilen sich die Gonidien vielfach und bilden eine Hohlkugel aus Zellen, deren Geißelpole ins Innere der Hohlkugel weisen. Durch Inversion stülpt die Kolonie ihr Inneres nach außen. Die Tochterkolonien werden durch Absterben der Mutterkolonie freigesetzt.
Die geschlechtliche Fortpflanzung erfolgt durch Eibefruchtung (Oogamie). Volvox aureus ist zweihäusig, d. h., es gibt männliche und weibliche Kolonien. Von männlichen Kolonien werden tafelförmige Spermatozoiden-Pakete freigesetzt; weibliche Kolonien bilden kugelige Eizellen. Nach der Befruchtung entsteht eine braunrot gefärbte, ornamentierte Dauerzygote mit glatter Zellmembran. Die Zygote keimt durch Reduktionsteilung.

## Verbreitung
Volvox aureus lebt in stehenden eutrophen Gewässern. Tagsüber befinden sich die Kolonien mehr an der Oberfläche, nachts sinken sie in tiefere Schichten.

## Verwandte Arten (Auswahl)
- Volvox globator
- Volvox tertius